# Perfecto Garcia Chornet
Perfecto Garcia i Chornet (Carlet, la Ribera Alta, 21 d'abril de 1941 - Alzira, 19 d'agost de 2001) va ser un pianista valencià.
Format al Conservatori Superior de València, es perfeccionà amb diversos mestres, entre els quals Alícia de Larrocha. El 1961 va seguir a Àustria un curs de virtuosisme de Margot Pinter. Actuà com a solista per tot Europa, al Japó, a Equador, a Mèxic i als Estats Units, on destaquen els concerts al Carnegie Hall i a la seu de les Nacions Unides. Acompanyat d'orquestra, actuà amb la Municipal de València, la Ciutat de Palma, la Ciutat de Barcelona, la Simfònica de RTVE i la de l'Ouest de Suïssa, i sota la direcció de mestres com Garcia Asensio, López Cobos i Antonio Janigro. Amb l'Orquestra de Radiotelevisió Espanyola estrenà al Teatre Reial de Madrid el Concert per a piano i orquestra de corda de Robert Gerhard. Diversos compositors (Moreno Gans, Rodolfo Halffter, Amand Blanquer, Llàcer Pla, Joaquim Homs, etc.) han escrit obres per a ell. Va ser catedràtic dels conservatoris de Múrcia (des del 1968) i de València (a partir del 1975), i també impartí docència a la Universitat de Los Angeles i en diversos cursos internacionals a Cambrils, Eivissa, Cullera i altres. Al Palau de la Música de València, organitzà el cicle de Joves Intèrprets Valencians. Contribuí a la creació del centre d'estudis musicals de Carlet, origen de l'actual Conservatori que du el seu nom.

## Discografia
- Joaquim Homs, Tres impromptus per a piano (1978)
- Rodolfo Halfter, Obras para piano (1980).
- José Moreno Gans, Obres per a piano.
- Erik Satie, Piano Works (Arcobaleno, 1998).
- Gaspar Cassadó (amb Maria Mircheva, violoncel. Arcobaleno, 2000).
- Spanish Festival (amb Carmen Bustamante. Arcobaleno, 2000).
- El violoncello en la música española (amb Maria Mircheva, violoncel. Dahiz Produccions, 2011).
- Vicente Rodriguez (Compositores Valencianos).

## Premis
- Primer gran premi extraordinari Fama 64 de TVE.
- Premi especial del concurs internacional de piano de Santa Cruz de Tenerife
- Primer premi del concurs internacional de piano Pilar Bayona (1972).
- Premi Gavota al millor concertista (1984)